# 北加拉方
北加拉方（葡萄牙語：Garrafão do Norte）是巴西的城鎮，位於該國北部，由帕拉州負責管轄，始建於1988年，面積1,599平方公里，海拔高度56米，2010年人口25,034，人口密度每平方公里15.66人。